# درگاه‌لار
درگاه‌لار (به ترکی آذربایجانی: Darğalar) یک منطقهٔ مسکونی در جمهوری آذربایجان است که در شهرستان بردع واقع شده‌است. درگاه‌لار ۳۸۶ نفر جمعیت دارد.